# 약산국민학교 넙고분교
약산국민학교 득암분교는 대한민국 전라남도 완도군 약산면 천동넙고길 126(우두리)에 있었던 국민학교 분교이다.

## 연혁
- 일자미상 약산국민학교 넙고분교 설립 인가
- 1968년 7월 16일 넙고분교장 개교 및 도서벽지학교 '을'급 지정
- 1986년 1월 1일 도서벽지학교 '다'급 조정
- 1994년 9월 1일 폐교 및 약산국민학교 통폐합